# Анна фон Шлезвиг-Холщайн-Готорп
Анна фон Шлезвиг-Холщайн-Готорп (на немски: Anne von Schleswig-Holstein-Gottorp; * 3 февруари 1709, Готорп; † 1 февруари 1758, Грефентона) е принцеса от Шлезвиг-Холщайн-Готорп и чрез женитба принцеса на Саксония-Гота-Алтенбург. Тя е леля на Екатерина II Велика.

## Живот
Тя е дъщеря на херцог Христиан Август фон Шлезвиг-Холщайн-Готорп (1673 – 1726), княжески епископ на Любек, и съпругата му маркграфиня Албертина Фридерика фон Баден-Дурлах (1682 – 1755), дъщеря на маркграф Фридрих VII Магнус фон Баден-Дурлах и принцеса Августа Мария фон Шлезвиг-Холщайн-Готорп.
Анна се омъжва на 8 ноември 1742 г. в Хамбург за принц Вилхелм фон Саксония-Гота-Алтенбург (1701 – 1771) от рода на Ернестински Ветини, вторият син на херцог Фридрих II фон Саксония-Гота-Алтенбург (1676 – 1732) и съпругата му Магдалена Августа фон Анхалт-Цербст. Бракът е бездетен.
Тя умира на 1 февруари 1758 г. на 48 години.